# Parque Nacional de Mu Ko Lanta
O Parque Nacional de Mu Ko Lanta (Thai: อุทยานแห่งชาติ หมู่ เกาะลันตา) é um parque nacional na parte sul da província de Krabi, na Tailândia, consistindo em várias ilhas. As duas maiores ilhas são Ko Lanta Noi e Ko Lanta Yai. Embora ambos são habitadas. Ko Lanta Yai é o destino turístico primário. O parque foi criado em 1990 e abrange 134 km2.